# Bad Camberg
Bad Camberg – miasto uzdrowiskowe w Niemczech, w kraju związkowym Hesja, w rejencji Gießen, w powiecie Limburg-Weilburg.

## Współpraca
Miejscowości partnerskie:
- Bad Sulza, Turyngia
- Chambray-lès-Tours, Francja